# 廈語片
廈語片，是在香港拍攝、製作的閩語閩南片廈門話電影。其主要市場在台灣及東南亞等地使用閩語閩南片的華人社會，極少在以粵語粵海片和莞寶片為主的香港本地放映過。

## 歷史
1947年，菲律賓華裔商人伍鴻卜、戴佑敏在香港設立新光電影公司，專門拍攝厦语片。第一部片子是由鷺紅和白雲主演的《相逢恨晚》；接着又拍攝鷺紅與黃英主演的《破鏡重圓》。
1949年中共建政，從福建省閩南地區廈門、泉州等移居香港的戲曲人員，紛紛加入廈語片的行列。他們利用粵語片的設備來拍攝、製作其母語電影，其中尤以古裝戲為多。1952年以後，廈語片的生產漸多，題材多翻版自粵語戲曲片或改編自民間故事，編導也多是粵語片班底，其間還有少數是直接將粵語片更改配音而製成廈語片。
廈語片全盛時期為1950年代至1960年代中期，主要由菲律賓、星加坡、馬來西亞及台灣等地華商投資。早期作品多為古裝片，1950年代中期以後，時裝片數量大增，其中多以香港為背景。廈語片製作環境雖然比同期的國語片及粵語片工業簡陋，但仍有完整的生產架構，更有一批頗受歡迎的明星，如莊雪芳、鷺紅，及後來改名為凌波的小娟等，在各地福建裔社區家傳戶曉。
1960年代末期，廈語片開始式微。歷年香港發行的廈語片數目逾2百部，由於這批電影極少在香港本地上映，所以較少為香港電影研究者關注。

## 影響
第一部輸入台灣的廈語片，是1949年的《雪梅思君》，係由錢胡蓮主演的古裝戲。廈語片水準比一般粵語片差，但因為語言相通，頗受台灣觀眾歡迎，像《唐伯虎點秋香》賣座後就立即再拍續集。1950年代廈語片興盛時期，鷺芬、鷺紅姊妹也趕拍《孟麗君》、《梁山伯與祝英台》、《唐伯虎點秋香》、《陳三五娘》等，都傾銷到台灣。廈語片賺錢的現象，刺激了台灣當地電影產業的發展。
　